# The Accüsed
The Accüsed ist eine US-amerikanische Hardcore-Punk-/Thrash-Metal-Band aus Oak Harbor, Washington. Die Band löste sich 1992 auf, gründete sich 2003 jedoch wieder neu. Ihren Stil bezeichnet die Band selbst als „Splatter Rock“. Neben der Band existiert ebenfalls das Maskottchen „Martha Splatterhead“, das die Gestalt eines Zombies hat. Es wurde von Tommy Niemeyer entworfen und ist auf fast allen Alben der Band zu sehen. Auch die Lieder der Band handeln meist von „Martha Splatterhead“. Sowohl der Name des selbsterfundenen Genres, als auch der des Maskottchens sind von Splatterfilmen inspiriert.

## Bandgeschichte
1981 gründeten Bassist Chibon Batterman, Schlagzeuger Dana Collins und Gitarrist Tom Niemeyer die Band The Accüsed. Ein Jahr später stieß John Dahlin als Sänger zur Band hinzu. 1983 kam die Band erstmals in Studio, wo sie die Split-CD Please Pardon Our Noise, It Is a Sound of Freedom gemeinsam mit der Band Rejectors aufnahmen. Es folgte 1985 die Debüt-EP Martha Splatterhead, die sie nach ihrem gleichnamigen Maskottchen benannt hatten.
1986 erschien das Debütalbum The Return... Of Martha Splatterhead unter Combat Records, wo sie auch die zwei folgenden Alben More Fun Than an Open Casket Funeral und Martha Splatterhead's Maddest Stories Ever Told veröffentlichten.
Im Jahre 1990 und 1992 veröffentlichte die Band, nachdem sie zu Nastymix Records gewechselt waren, die beiden Alben Grinning Like an Undertaker und Splatter Rock. Anschließend gab die Band 1993 ihre Auflösung bekannt.
2003 kündigte die Band ihre Rückkehr an. Nachdem die Band mit Nuclear Blast einen Plattenvertrag ausgehandelt hatte, veröffentlichten sie 2006 dort ihr sechstes Album Oh Martha! gemeinsam mit der CD Black Tapes auf der sich einige Cover-Songs befanden.
2009 veröffentlichte die Band das Album The Curse of Martha Splatterhead.

## Diskografie

### Studioalben
- 1986: The Return... Of Martha Splatterhead (Combat Records)
- 1987: More Fun Than an Open Casket Funeral (Combat Records)
- 1988: Martha Splatterhead's Maddest Stories Ever Told (Combat Records)
- 1990: Grinning Like an Undertaker (Nastymix Records)
- 1992: Splatter Rock (Nastymix Records)
- 2006: Oh Martha! und Black Tapes (Nuclear Blast)
- 2009: The Curse of Martha Splatterhead (Southern Lord Records)

### Demos und EPs
- 1985: Martha Splatterhead (EP)
- 1988: Hymns for the Deranged (EP)

### Split-CDs
- 1983: Please Pardon Our Noise, It Is a Sound of Freedom (mit Rejectors)
- 1989: The Accused/Morphius (mit Morphius)